# Neoathyreus tweedyanus
Neoathyreus tweedyanus es una especie de coleóptero de la familia Geotrupidae.

## Distribución geográfica
Habita en Andros (Bahamas), Cuba, Haití y   Dominica.